# Alacrite
Alacrite és el nom d'una família d'aliatges a base de cobalt. Aquest aliatge especial es compon principalment de cobalt, Co, amb els elements restants que 20% de crom, Cr, el 15% de tungstè, W, el 10% de níquel, Ni i 0,1% de carboni, C. La seva densitat és de 9,150 kg/m³. Tenen alta duresa superficial. L'Institut Nacional de Metrologia de França utilitza un quilogram de cilindres XSH Alacrite com patrons de massa secundària.